# San Gregorio de Polanco
San Gregorio de Polanco es una ciudad uruguaya del departamento de Tacuarembó. Es además sede del municipio homónimo. Como característica principal es el primer museo abierto de artes visuales de América Latina.

## Ubicación
La ciudad está situada en la zona sur del departamento de Tacuarembó, sobre las costas del río Negro a unos 350 kilómetros al norte de Montevideo.

## Historia
Antes de la conquista española, vivían en esta zona los indígenas, a orillas de un angosto y tortuoso curso de agua al que llamaban Hum y que hoy conocemos como Río Negro. Mucho tiempo después, el 16 de noviembre de 1853, el general José Gregorio Suárez fundó allí una población, entre tierras que donó el mismo y un estanciero de la zona Juan Cardozo. Se llamó Gregorio en homenaje a su fundador, mediante la alusión a un santo católico de acuerdo con la costumbre española. Se agregó "de Polanco" porque el paraje era conocido desde antes como "Paso de Polanco". Fue sin duda el vado más frecuentado en las rutas que unían el norte y el sur del país: todavía el Río Negro era en ese lugar un fino hilo de agua...
La represa Rincón del Bonete, inundó en 1945 las zonas bajas cercanas y cambió el paisaje de San Gregorio. Desde entonces, el Hum de los indígenas se ensanchó, formando un gran lago de límpidas aguas azules, en el que se reflejan hermosos atardeceres y se creó el balneario.
Ese espejo de agua, que tiene unas ciento vente mil hectáreas de extensión, con kilómetros de blancas arenas que rodean la península, ofrece a turistas y lugareños un escenario ideal para disfrutar el sol y el agua durante el verano, pero también admirar el paisaje en cualquier época del año.
San Gregorio de Polanco fue declarada villa en 1963 y ciudad en 1995.

## Población
Según el censo de 2011 la ciudad contaba con una población de 3415 habitantes.
| 6004          | 2489 | 2877 | 2856 | 3101 | 3673 | 3415 |
| (Fuente: INE) |      |      |      |      |      |      |

## Museo abierto de artes visuales
El 10 de abril de 1993 San Gregorio de Polanco fue inaugurado como el primer museo abierto de artes visuales del país y único en América Latina. Son más de 70 murales pintados en las paredes de las casas y oficinas públicas, que enaltecen culturalmente la ciudad balnearia. Los mismos fueron realizados por artistas internacionales y locales como Dumas Oroño, Tola Invernizzi, Clever Lara, Gustavo Alamón, Gustavo Alsó, Felipe Ehrenberg, Colombino, Augusto Esolk, Tomás Blezio, Muros para Mirar (Mercedes Graña, Mariana Ferraro, Magdalena Strauch, Olga Aguiar, Enrique Souberville, Susana Ximenez y Roque Villamil), alumnos y maestros de la Escuela Nacional de Bellas Artes, Ignacio Díaz Rábago, Marylin Líftron, entre otros.
Los temas de las pinturas, dibujos y murales son variados: realistas y abstractos, simples y complicados.
En los últimos años se han agregado varias esculturas. En el marco de los veinte años del Museo Abierto de Artes Visuales, en homenaje a Julio Uruguay Alpuy, el 29 de marzo de 2013, se pintó una “Alfombra Integradora”, en un tramo de 150 metros de la calle principal de este balneario.

## Playas naturales
San Gregorio tiene 20 km de playas las cuales recibieron la certificación de bandera azul por parte del Laboratorio Tecnológico del Uruguay LATU, siendo la primera del Río Negro y la décima en Uruguay.
Hay preocupación por las consecuencias que podría acarrear en este balneario el megaproyecto de UPM 2.

## Galería

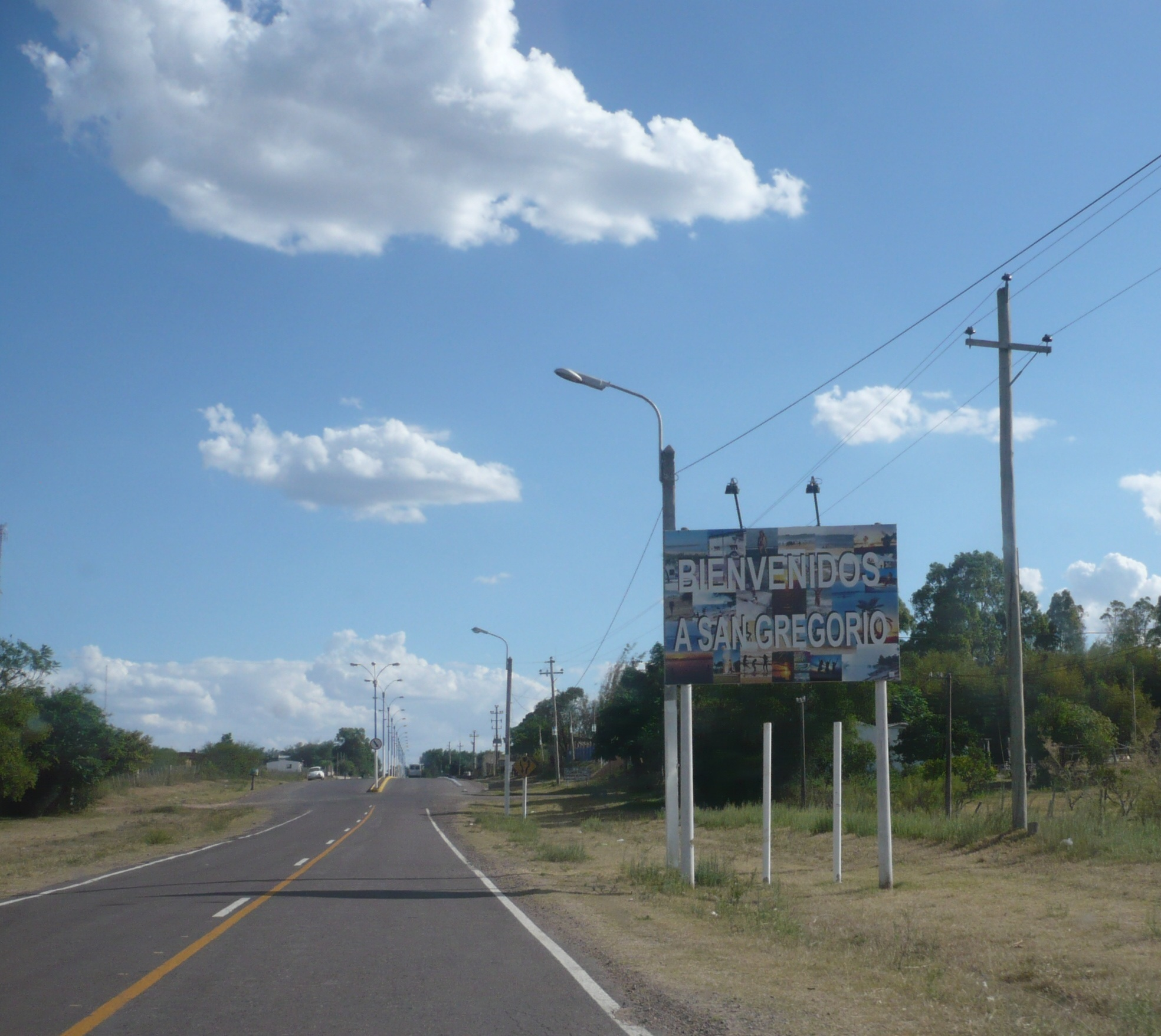
San Gregorio de Polanco.
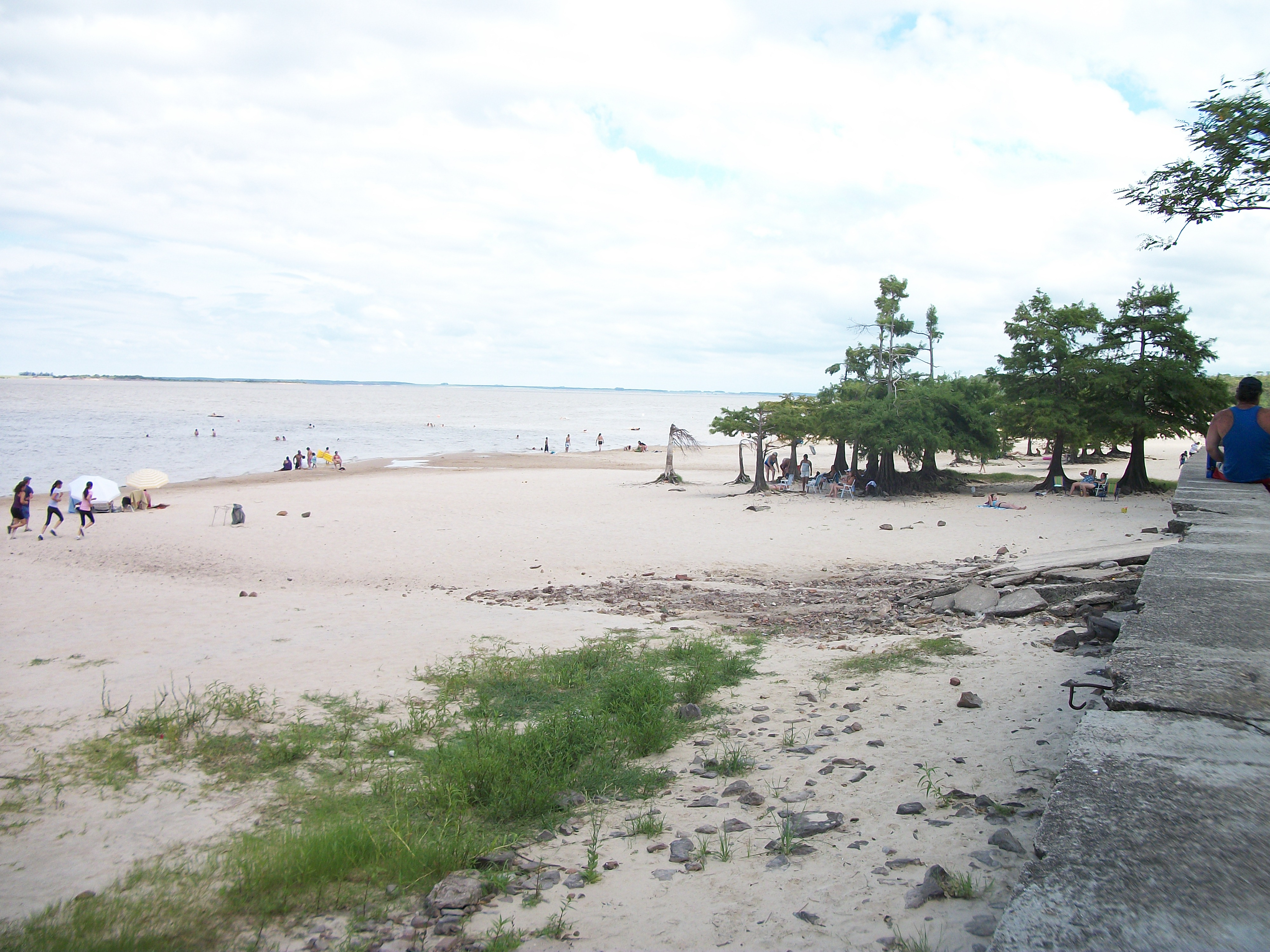
Playa de San Gregorio de Polanco.
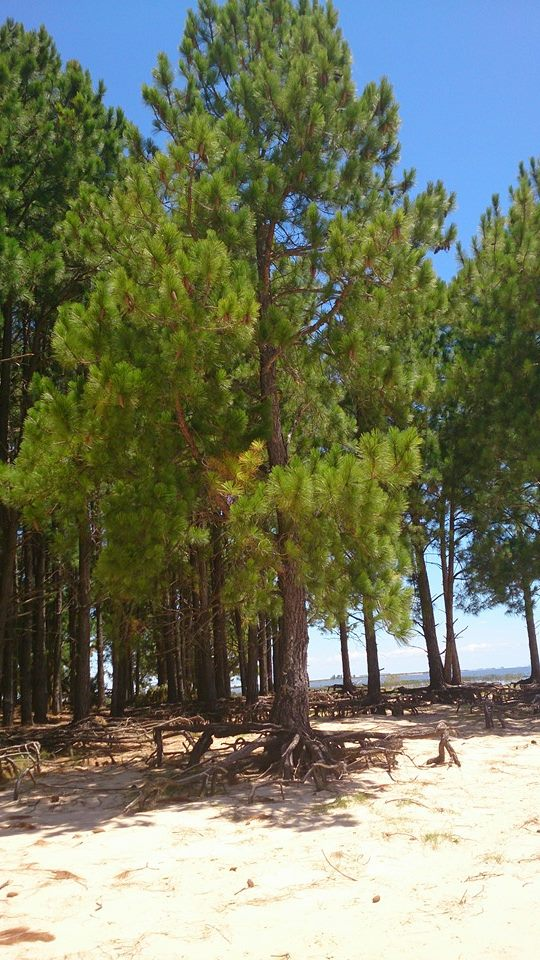
Árbol en San Gregorio de Polanco, Tacuarembó-Uy.

## Personas destacadas
- Carla Villagra, quilombera del pueblo
- Cacho Labandera, músico
- Jonathan Ramírez, futbolista
- Amadeo Abriola, dirigente socialista
- Mateo Méndez, sacerdote salesiano
- Robert Silva, abogado, educador y político
- Enrique Amado Melo, poeta
- Salomón Rodríguez, futbolista
- Gastón Pérez, futbolista
- Horacio Arbiza, músico